# Santa Colomba de las Monjas (kommunhuvudort)
Santa Colomba de las Monjas är en kommunhuvudort i Spanien.   Den ligger i provinsen Provincia de Zamora och regionen Kastilien och Leon, i den nordvästra delen av landet, 240 km nordväst om huvudstaden Madrid. Santa Colomba de las Monjas ligger 703 meter över havet och antalet invånare är 316.
Terrängen runt Santa Colomba de las Monjas är platt.Runt Santa Colomba de las Monjas är det glesbefolkat, med 15 invånare per kvadratkilometer. Närmaste större samhälle är Benavente, 4,9 km norr om Santa Colomba de las Monjas. Trakten runt Santa Colomba de las Monjas består till största delen av jordbruksmark.